# Сешин
Сешин (接心, 摂心, 攝心) буквално „събиране на ума“ е период на интензивна медитация (дзадзен) в дзен манастир. Докато ежедневната практика в манастира изисква монасите да медитират няколко часа на ден, то по време на сешин те се посвещават почти изцяло на практиката на дзадзен. Редица периоди на медитация от 30 до 50 минути се редуват с кратки паузи за почивка, ядене и понякога кратки периоди на работа (на японски език саму) всички извършвани в пълна концентрация; съня е сведен до минимум – седем часа или по-малко. По време на периодите на сешин, медитативната практика е понякога прекъсвана от публични лекции на учителя (тейшо) и индивидуални напътствия в лични срещи (които могат да се нарекат докусан, дайсан или сандзен).